# Rebecca Napier
Rebecca Napier (apellido de soltera: Napier, anteriormente: Robinson), es un personaje ficticio de la serie de televisión australiana Neighbours, interpretada por el actriz australiana Jane Hall desde el 13 de julio de 2007, hasta el 15 de marzo de 2011. En octubre del 2010 se anunció que Rebecca dejaría la serie para buscar nuevos retos. Jane regresó a la serie el 26 de febrero de 2014 y su última aparición fue el 20 de marzo de 2014.

## Antecedentes
A los dieceseís años Rebecca era una adolescente rebelde, pero sus días de locura terminaron cuando se enteró de que estaba embarazada, bajo la presión de su estricto padre Rebecca se vio obligada a dar en adopción a Oliver, dándoselos a Clifford y Pamela Barnes para que lo criaran como suyo.
Más tarde Rebecca quedó embarazada de su segundo hijo Declan Napier, quien no sabía de la existencia de Oliver y no sabía nada acerca de su padre solo que su madre se refería a él como el "monstruo", poco después se reveló que el padre de Oliver y Declan era el abusivo exnovio de Rebecca, Richard Aaronow y que Rebecca quedó embarazada de Declan cuando Richard la violó. Rebecca es muy buena amiga de Susan Kennedy. Está casada con Paul Robinson y es fue jefa Ejecutiva de la Fundación Robinson en PirateNet.

## Biografía
Poco después de su llegada a Erinsborough High en el 2007 se reveló que Rebecca era la madre biológica de Oliver Barnes. Rebecca y Oliver se conocen a mediados de julio, pero el primer reencuentro no recultó muy bien. Poco después comenzaron a conocerse y Oliver comenzó a ver a Rebecca como su madre.
Poco después Rebecca quedó espantada cuando se enteró de que Oliver salía con Elle Robinson porque creía que el padre de Elle, Paul Robinson era el padre biológico de Oliver, con quien había mantenido una relación años atrás. Sin embargo después de realizarse una prueba de ADN se reveló que Paul no era su padre.
Poco después Rebecca y Paul comenzaron a salir pero cuando Rebecca decidió comenzar una carrera en leyes, Paul comenzó a sentirse desplazado y termina engañando a Rebecca con Kirsten Gannon, cuando Elle se entera de la infidelidad de su padre decide contárselo a Rebecca pero al ver que está feliz con Paul, decide no contarle nada.
Cuando Paul le propone matrimonió a Rebecca ella acepta, pero la felicidad de Paul se ve empañada poco después cuando comienza a recibir amenazas, cuando la exesposa de Paul, Lyn Scully regresa a Erinsborough pronto descubre que ella es la responsable del chantaje y que sabe que él le fue infiel a Rebecca gracias a un empleado molestó de Lassiter.
Cuando Lyn le cuenta todo a Susan Kinski, Susan decide contarle todo a Rebecca quien termina el compromiso y la relación con Paul y decide mudarse, lo que deja a Paul devastado.
Rebecca comienza a salir con Andrew Simpson el director de Erinsborough High y cuando Paul se entera de que Andrew fue dado de baja sin honores de la Armada lo amenaza diciéndole que imprimirá la noticia en su periódico si Rebecca no regresa con él. Andrew decide irse pero poco después regresa a Ramsay para tratar de ganarse a Rebecca de nuevo y lo logra. Cuando Andrew le propone matrimonió a Rebecca, esta se da cuenta de que sigue amando a Paul y rompe el compromiso.
Poco después Rebecca y Paul retoman su relación, pero en el 2008 Paul es acusado de haber empujado a su media hermana Jill Ramsay enfrente de un coche lo que causó su muerte; por lo que Paul se va de Erinsborough. No mucho después Rebecca descubre que la pequeña sobrina de Paul e hija de Jill, Sophie Ramsay vio el accidente y la convence para que le diga a la policía la verdad. Sophie revela que Paul no empujó a su madre sino que ella no se fijó y cruzó la calle, por lo que los cargos fueron retirados.
Cuando le ofrecen un trabajo a Oliver en Portugal lo toma y poco después Carmella y Chloe se le unen.
Más tarde Rebecca se vuelve abuela por segunda vez luego de que Bridget Parker, la esposa de Declan diera a luz a India; sin embargo la felicidad de la familia no duro luego de que Bridget muriera en el hospital luego de haber estado en un accidente automovilístico.
Tras la muerte de su nuera Rebecca comenzó a ayudar a Steve y a Miranda a organizar el funeral. Cuando los padres de Briget decidieron mudarse a Oakey querían llevarse consigo a India, pero Rebecca no estaba de acuerdo a pesar del concentimiento de su hijo. Poco después Declan se dio cuenta de que debía de cuidar a su hija como le había prometido a Bridget por lo que Steve y Miranda se fueron de Erinsborough. 
Después del nacimiento de su nieta, Rebecca comenzó a pensar que Paul era el indicado por lo que le propuso matrimonio pero Paul le dijo que no, sin embargo después de platicar con Elle, Paul se dio cuenta de que amaba a Rebecca y aceptó la propuesta. El día de su boda fue interrumpido por el regreso de Lyn, quien en plena ceremonia revela que ella y Paul siguen casados ya que nunca firmó los papeles de divorcio que le mandó Paul, lo que deja a Rebecca furiosa con Lyn. Poco después Lyn firma los papeles de divorcio y en la Navidad del 2009 Paul sorprende a Rebecca casándose con ella en Charlie's Bar.
Cuando Paul decide comprar la estación de radio PirateNet, le pide a Rebecca que sea la Directora Ejecutiva. Pronto ella le pide a Zeke Kinski que sea el gerente de programación de la estación y él también acepta. Cuando Declan le dice a Rebecca que Paul le ha estado mintiendo acerca de su situación financiera Rebecca le da la oportunidad para que él mismo le diga lo que sucede pero no lo hace, cuando Rebecca le dice que está muy molesta con él por guardarle secretos lo amenaza diciéndole que va a comenzar el procedimiento de divorcio si no es honesto con ella, por lo que Paul le cuenta todo.
Más tarde en el 2010 durante la recepción de la boda de Ringo y Donna Brown. Rebecca queda devastada cuando se entera de que Paul la había engañó con Diana Marshall y rompe en llanto en los brazos de Lyn, mientras se encontradan celebrando en el hotel Lassiter Paul es empujado desde un segundo piso, cuando lo encuentran es llevado inmediatamente al hospital donde entra en coma; en la jefatura Rebecca es cuestionada dos veces por el detective Mark Brennan. Impresionado por lo sucedido Declan le pide a Kate que le proporcione una coartada a Rebecca y ella acepta. Más tarde Declan alienta a su madre para que deje de sufrir a lado de Paul y para que se divorcie de él. Cuando Paul se despierta no recuerda quien fue el responsable. 
Rebecca firma los papeles de divorcio, pero luego le dice a Declan que ha decidido darle una segunda oportunidad a su matrimonio, ya que Paul sabe todo. Declan le dice que deben de irse y comienzan a empacar, cuando Kate los visita Declan le dice que él empujó a Paul, pero Rebecca luego revela que ella fue la responsable y que lo empujó después de confrontarlo acerca de su aventura con Diana y después de que Paul amenazara a Declan. Cuando Paul recuerda lo sucedido amenaza a Rebecca con decirle a la policía que Declan fue el responsable de su accidente si ella llega a dejarlo.
Las cosas empeoran cuando Rebecca descubre que Paul escribió una historia acerca de la muerte de Ringo Brown en el periódico, destrozando a Stephanie, la responsable de su muerte, cuando Paul intenta besarla Rebecca se aleja y le dice que no quiere tener nada más que ver con él. Poco después cuando Rebecca se une al comité social de la escuela pronto comienza a sentirse atraída hacia Michael Williams, cuando Michael descubre que Rebecca y Paul están durmiendo en camas separadas Rebecca le dice que Paul nunca va a dejarla irse. Más tarde Paul obliga a Rebecca a renovar sus votos, Michael pensando que regresó con Paul queda destrozado, sin embargo después de la ceremonia Rebecca le dice todo lo que piensa de él, Paul decide darle un ticket para que viaje a Oakey para que pueda pensar.
Ahí Rebecca le escribe a Michael diciéndole que no le mintió cuando le dijo que estaba enamorada de él. Cuando Rebecca regresa de Oakey Michael comienza a cuestionarla acerca de Paul, cuando Michael tiene un accidente intentando salvar a su hija Natasha del incendio en la casa de Lyn, Rebecca va a visitarlo al hospital, ahí le dice que no ha dejado de pensar en él. 
Más tarde cuando Declandescubre a su madre besándose con Micahel, esta le revela que lo ama, al inicio Declan la obliga a terminar con la aventura, sin embargo cuando vio que su madre estaba muy feliz con él, decidió dejarla continuarlo, no sin antes prevenirla para que tuviera cuidado de que Paul no se enterara.
Cuando Rebecca se entera de que Paul está chantajeando a Lyn, decide ayudarla y le dice que revele el chantaje mientras ambos se encontraran en el Dinner, cuando Lyn lo hace Paul se enfurece pero Rebecca le revela que ella planeó todo. Declan le dice a su madre que piensa que su aventura con Michael es peligrosa, sin embargo ella le dice que será agradable y buena con Paul hasta que él le diga a la policía que su caída en Lassiter fue accidental. Cuando Rebecca se entera de que su hijastro, Andrew Robinson y su novia Natasha, están esperando un bebé los apoya y les recomienda que le cuenten las noticias a sus respectivos padres, Paul y Michael. 
Las cosas con Michal comienzan a ponerse mal cuando este le dice que ya está harto de esperarla y que no entiende porque no ha dejado a Paul, cuando Rebecca le revela que ella fue la responsable del accidente de Paul, Michael se va lo cual ocasiona que Rebecca se moleste. Poco después Rebecca le dice a Paul que le gustaría regresar al inicio, cuando su relación era buena y ambos eran felices pero que no quería que el accidente siguiera acosándolos, por lo que Paul hace una declaración jurada donde dice que su caída fue accidental y que no quería presentar cargos en contra de ella, sin embargo Paul le dice que los papeles ya están listos y sólo deben de ser firmados y presentados, pero que lo haría si ella pasaba una noche con él en Lassiter. Poco después Michael se disculpa por su reacción.
Después de pasar la noche con Paul, este firmara los papeles, al regresar a su casa Rebecca le dice a Declan que empaque sus cosas y tome a India. Cuando Paul los descubre Rebecca le dice que su matrimonio se terminó y que ya no lo ama, lo cual lo deja destrozado. Rebecca y Declan deciden mudarse al hotel Lassiter, poco después Rebecca le dice a Michael que ya es libre, por otro lado Paul molesto y destrozado por sus acciones decide vengarse de ella y la hecha del hotel por lo que Michael la invita a mudase con él.
Declan decide llamar a su hermano Oliver para que los ayude, pocos días después Oliver llega a Erinsborough junto Carmella y Chloe Cammeniti, lo cual deja encantada a Rebecca. Oliver le dice que se mude con ellos a Portugal pero Rebecca duda ya que no quiere dejar a Michael, más tarde ese mismo día Michael le pide que se case con él y ella acepta, sin embargo cambia de parecer cuando se da cuenta de que la venganza de Paul en contra de ella nunca va a terminar.
Poco después Rebecca le cuenta toda la verdad a Susan Kennedy acerca del accidente de Paul y que ella, Declan e India se írían de Erinsborough, esa tarde Rebecca, Declan, India, Oliver, Carmella y Chloe se mudan a Portual.
Tres años después en febrero del 2014 Rebecca regresa a Erinsborough para reunirse con el alcalde para hablar sobre un proyecto cívico llamado "Twin Cities", pronto Rebecca visita a Susan y Karl Kennedy después de que el nombre de Karl apareciera en la carta de presentación del proyecto, sin embargo cuando Rebecca se reencuentra con Paul se da cuenta de que él es el nuevo alcalde y que todo lo había planeado para hacer que regresara y así recuperarla, y también le dice que todavía tenía sentimientos hacia ella.
Después de terminar el proyecto Rebecca decide regresar a Sídney, sin embargo cuando descubre que la razón por la que Mark Brennan y Kate Ramsay habían terminado era por su culpa decide quedarse en Erinsborough para ayudarlo a recuperarla. Cuando Paul le dice a Mark que se aleje de su sobrina, Rebecca se molesta pero cuando confronta a Paul y este le dice que Kate significaba mucho para él y no quería verla sufrir, poco después Rebecca y Paul terminan teniendo relaciones.
Cuando Paul le pide a Rebecca que renuncie a su trabajo y se mude a Erinsborough para estar con él al inicio no está segura pero cuando se da cuenta de que Paul está haciendo un gran intento decide darle una oportunidad, sin embargo poco después Rebecca le revela a Susan que en realidad se sentía culpable por lo que le había hecho a Paul y que solo por eso había decidido regresar con él ya que creía que si estaba con él así su culpa desaparecería, Susan le cuenta lo que Rebecca le había dicho pero él no le cree y le dice que Rebecca todavía lo amaba, sin embargo Rebecca se da cuenta de que no puede darle a Paul falsas esperanzas y le revela la verdad y después decide regresar a Sídney.